# Moyenne géométrique
En mathématiques, la moyenne géométrique est un type de moyenne.

## Définition élémentaire
La moyenne géométrique de deux nombres positifs a et b est le nombre positif c tel que :
{\displaystyle {\frac {a}{c}}={\frac {c}{b}}}.
Cette égalité étant une proportion, ceci justifie l'autre appellation « moyenne proportionnelle » de la moyenne géométrique.

### Interprétation géométrique

La moyenne géométrique des côtés d'un rectangle est donnée par un carré de même aire. Elle est construite par un cercle tangent aux deux cercles définis par les côtés du rectangle et les séparant.

Géométriquement, ce nombre c est le côté d'un carré dont la surface est la même que celle du rectangle de côtés a et b, puisque dans ce cas :
{\displaystyle c^{2}=ab.}
On peut calculer directement la moyenne géométrique de deux nombres en prenant la racine carrée de l'expression précédente :
{\displaystyle c={\sqrt {ab}}=(ab)^{1/2}.}

## Généralisation

### Cas discret
Sous cette dernière forme, on voit que le logarithme (en base quelconque) transforme l'expression en une moyenne arithmétique : {\displaystyle \log c={\frac {\log a+\log b}{2}}} (à condition que a et b ne soient pas nuls, le logarithme n'étant pas défini en 0).
D'où la généralisation : la moyenne géométrique
d'une série statistique quantitative positive non nulle est définie telle que son logarithme est la moyenne arithmétique des logarithmes des valeurs de la série.
Sa formulation peut se faire comme suit :
{\displaystyle \log {\bar {x}}={\frac {\log x_{1}+\log x_{2}+\ldots +\log x_{n}}{n}}={1 \over n}\sum _{i=1}^{n}\log x_{i}.}
On en déduit :
{\displaystyle {\bar {x}}={\sqrt[{n}]{x_{1}\times x_{2}\times \ldots \times x_{n}}}={\sqrt[{n}]{\prod _{i=1}^{n}{x_{i}}}}.}
Pour une série statistique dont le nombre total d’occurrences est infini ou inconnu, mais dont le nombre de valeurs positives non nulles possibles est fini et leurs fréquences respectives dans la série sont connues, la formulation mathématique devient :
{\displaystyle \log {\bar {x}}={\frac {f_{1}\log x_{1}+f_{2}\log x_{2}+\ldots +f_{n}\log x_{n}}{f_{1}+f_{2}+\ldots +f_{n}}}={\frac {\sum _{i=1}^{n}{f_{i}\log x_{i}}}{\sum _{i=1}^{n}{f_{i}}}},\quad \mathrm {avec} \quad \sum _{i=1}^{n}{f_{i}}=1.}
On en déduit (en utilisant par exemple le logarithme népérien) :
{\displaystyle {\bar {x}}=\exp \left({\frac {f_{1}\ln x_{1}+f_{2}\ln x_{2}+\ldots +f_{n}\ln x_{n}}{f_{1}+f_{2}+\ldots +f_{n}}}\right)=\exp \left({\frac {\sum _{i=1}^{n}f_{i}\ln x_{i}}{\sum _{i=1}^{n}{f_{i}}}}\right),}
d’où :
{\displaystyle {\bar {x}}={x_{1}}^{f_{1}}\times {x_{2}}^{f_{2}}\times \ldots \times {x_{n}}^{f_{n}}=\prod _{i=1}^{n}{{x_{i}}^{f_{i}}}.}

### Cas continu
La moyenne géométrique d'une distribution f d'une variable continue à valeur dans un intervalle scalaire fini [x0, x1] est la généralisation à la limite de la formule statistique discrète précédente :
{\displaystyle \log {{\bar {f}}_{x_{0}}^{x_{1}}}=\int _{x_{0}}^{x_{1}}{\log(x)f(x)~\mathrm {d} x},}
d’où :
{\displaystyle {\bar {f}}_{x_{0}}^{x_{1}}=\exp \left(\int _{x_{0}}^{x_{1}}\ln(x)f(x)~\mathrm {d} x\right)\quad \mathrm {avec} \quad \int _{x_{0}}^{x_{1}}f(x)~\mathrm {d} x=1.}
Sa dimension n'est pas une fréquence, mais est celle de sa variable continue.
Si la distribution f est définie sur toutes les valeurs réelles de sa variable continue, la moyenne géométrique de la distribution est :
{\displaystyle {\bar {f}}=\exp \left(\int _{-\infty }^{+\infty }\ln(x)f(x)~\mathrm {d} x\right)\quad \mathrm {avec} \quad \int _{-\infty }^{+\infty }f(x)~\mathrm {d} x=1.}

## Liens avec les autres moyennes pythagoriciennes
La moyenne géométrique de deux nombres positifs est la moyenne arithmético-harmonique de ces deux nombres dans le sens où cette moyenne est définie sur le modèle de la moyenne arithmético-géométrique. Plus précisément, en considérant x et y positifs, et en définissant les suites :
{\displaystyle a_{0}=x,h_{0}=y,\forall n\in \mathbb {N} ,a_{n+1}={\frac {a_{n}+h_{n}}{2}},h_{n+1}={\frac {2}{{\frac {1}{a_{n}}}+{\frac {1}{h_{n}}}}}}
Alors :
{\displaystyle \lim _{n\rightarrow +\infty }a_{n}=\lim _{n\rightarrow +\infty }h_{n}={\sqrt {xy}}.}

## Intérêt
Pour les statisticiens, la moyenne géométrique (antilogarithme de la moyenne des logarithmes de chacune des observations) est
moins sensible que la moyenne arithmétique aux valeurs les plus élevées d'une série de données. Elle donne, par conséquent, une autre et meilleure estimation de la tendance centrale des données dans le cas d’une distribution à longue traîne à l’extrémité supérieure de la courbe (type de distribution fréquente dans les mesures sanitaires ou environnementales par exemple de toxiques dans l'organisme, le sang ou l'environnement, où certains individus ou groupes vulnérables ou exposés à des cas particuliers sont plus affectés).